# 杨威
杨威（1980年2月8日—），湖北仙桃人，中国退役男子体操运动员，2008年北京奥运会体操全能金牌获得者。他是一名全能型运动员，强项为吊环和自由体操，没有特别的弱项。杨威代表中国队和队友一起夺得过多枚团体金牌，其个人成绩也很突出，蝉联了第39届和40届世界体操锦标赛全能冠军，是继南斯拉夫名将佩塔尔·苏米于1926年卫冕世锦赛全能冠军81年之后首位完成这一壮举的运动员。

## 经历
1980年2月8日，杨威出生于湖北仙桃，父亲杨元品和母亲肖冬仙均为普通职工。杨威与前中国体操运动员李小双是同乡，他的运动经历也与小双很相似。1985年，5岁的杨威进入湖北省仙桃市业余体校开始练习体操，1990年选入武汉体院，1996年初进入湖北省体操队，1997年初入选国家队。
1998年第十三届曼谷亚运会，杨威首次代表国家队出战，和队友获得男子体操团体冠军，也是中国男队连续第七次获得亚运体操团体冠军。同时他还获得了自由体操金牌，男子个人全能银牌和吊环第五名。
1999年10月，第34届世界体操锦标赛在中国天津举行，也是杨威第一次参加国际比赛。他与队友李小鵬、董震、邢傲伟、卢裕富和黄旭合作，蝉联了男子团体金牌。他还获得了男子单杠的铜牌，虽然在全能比赛中最终只获得第12名，但是预赛第一的成绩已经让体操界开始注意这一颗新星。
2000年悉尼奥运会是杨威体操生涯的第一个高峰，20岁的他技术已经开始成熟，也积累了一些参加国际比赛的经验。中国体操男队在1992年和1996年两次夺得奥运会团体银牌后，再度向金牌发起了冲击。由参加上届世锦赛的四员大将——李小鹏、邢傲伟、杨威和黄旭，带着两位新人肖俊峰和郑李辉上阵。中国队实现历史性突破，首次获得奥运会男子体操团体冠军。在最考验运动员综合实力的男子体操个人全能项目上，杨威则向俄罗斯体操名将阿列克谢·涅莫夫发起了挑战。决赛中两人比分一直咬得很紧，最终涅莫夫笑到了最后，杨威以0.113分的微弱差距获得了银牌。 杨威如此评价这场比赛，“第一次参加奥运会，当时没有那么大的野心去拿第一，但最后只比涅莫夫差那么一点点，我觉得自己肯定有拿冠军的实力。”然而，拿冠军之路却并不是那么一帆风顺。2003年8月，杨威以预赛第10名的成绩进入在美国阿纳海姆举行的第37届世界体操锦标赛男子个人全能决赛，最终以0.046分之差惜败于东道主选手保罗·哈姆。这个结果令杨威非常失望，赛后接受采访时，他忍不住落泪。本次比赛杨威作为主力队员，还和队友配合获得了男子体操团体冠军。
2004年雅典奥运会，中国体操队和杨威一起遭遇了滑铁卢。带着体操梦之队美誉的中国体操男队由于压力过大，最终没有进入前三名，仅获得第四。而杨威在个人全能的比赛中，由于单杠上的重大失误，最终获得第7名。
雅典奥运会的失利使杨威产生了退役的念头，然而从没有获得过个人全能金牌又使他心有不甘。经过一段时间调整后，2006年10月，杨威和中国男队一起出现在丹麦奥胡斯第39届世界体操锦标赛赛场上，杨威在感冒的情况率领队伍一扫雅典失利的阴影，夺得了阔别4年之久的男子体操团体金牌。在个人项目上，杨威终于在等待了7年之后，勇夺将个人全能金牌。同时他还收获了双杠金牌，和中国女子体操队的程菲一起成为该届比赛最耀眼的明星。
2007年9月，第40届世界体操锦标赛在德国斯图加特举行，已经27岁“高龄”的杨威是中国体操男队领军人物。在率先举行的男子团体比赛中，杨威和黄旭两员老将带领肖钦、梁富亮、陈一冰和邹凯以绝对优势蝉联了冠军。
- - 个人全能比赛，虽然和雅典奥运会一样，杨威在单杠比赛中出现了重大失误，但还是凭借前五项的出色发挥，蝉联了冠军[12]，杨威也成为了世界体操锦标赛104年历史上第二位卫冕男子个人全能冠军的选手[13]，也是中国体操史上继李宁和李小双后，第三位两次夺得个人全能冠军的运动员[14]。

2008年北京奥运会，杨威率领中国体操男队重夺男子团体金牌。赛后，包括教练组和运动员相拥庆祝喜极而泣。
- - 个人全能比赛，杨威勇夺全能王金牌。他在接下的吊環比赛中也斩获一枚银牌。

2009年5月7日，體操「全能王」楊威證實，向國家體育總局體操運動管理中心遞交的退役申請已經獲得通過。

## 个人生活
杨威妻子是前体操运动员杨云，杨云曾担任中国体操女队队长，在悉尼奥运会上获得高低杠铜牌。2004年雅典奥运会后退役，现为中国传媒大学播音主持专业的一名学生，并曾多次担任中央电视台特约主持，报道体操相关节目。楊威在奪得2008北京奧運男子體操個人全能金牌後，接受亞洲電視訪問時表示，會於奧運結束後與楊雲共諧連理，他說，「我要給她一個完整的愛情」。2008年11月6日，杨威和楊云在北京結婚。2009年，儿子杨文昌（杨阳洋）在香港出生，曾与杨威一同参加综艺节目《爸爸去哪儿》；2017年雙胞胎女兒出生。
杨威退役后，他多次考取国际裁判证明并担任多个体操比赛的裁判。在儿子出生后，为了照顾家庭和培养人才，杨威开设了一家少儿体操俱乐部，但数年后倒闭。近年杨威夫妇活跃于网络直播，除宣传健身知识外，还会在直播间销售商品。

## 綜藝節目
| 年份             | 日期 | 電視台      | 節目名稱 | 備註 |
| 5月12日- 10月3日 |      | 爸爸去哪儿2 | 與兒子   |      |